# Rollend lager
Een rollend lager of wentellager is een lager waarin de wrijving wordt verminderd door het toepassen van rollende elementen tussen de as en de boring. Zij worden genoemd naar het rollichaam, zoals kogellager, cilinderlager, diabololager, kegellager, naaldlager of tonlager.

## Onderdelen

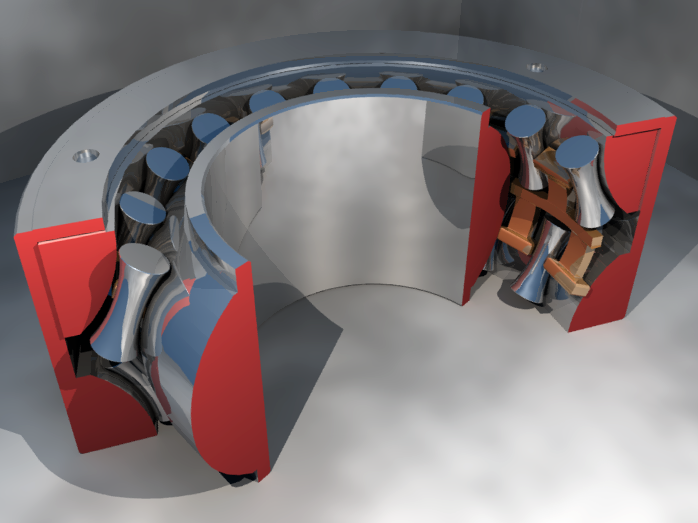
Schets in doorsnede van een tweerijig diabololager: de (diabolovormige) rollichamen liggen tussen een binnenring en twee loopbanen op de samengestelde buitenring. De bronskleurige kooi houdt de lichamen op vaste onderlinge afstand

De rollende elementen (rollichamen) kunnen verscheidene vormen aannemen, namelijk kogels, cilinders, kegels, tonnen en diabolo's. Lagers met kogels vertonen een puntcontact en worden kogellagers genoemd. Lagers die een lijncontact vertonen zijn rollagers: bijvoorbeeld lagers met kegels (kegellagers), met zeer dunne kegels (naaldlagers), met tonvormige rollichamen (tonlagers) of diabolo's (diabololagers).
Verder is er nog onderscheid te maken tussen radiale lagers die vooral radiale krachten moeten doorleiden en axiale lagers die vooral axiale krachten (in het verlengde van de as) moeten doorleiden. Het laatste type wordt ook wel taats- of druklager genoemd.
Om de kosten bij vervanging laag te houden worden de rollichamen gevat in twee loopringen, waarvan de binnenste om de as sluit. Bij radiale lagers spreekt men van buiten- en binnenring, bij axiale lagers heet de ring om de as de asring en de andere huisring. Tussen deze ringen bevindt zich doorgaans nog een kooi, die de rollichamen op vaste afstand van elkaar houdt.
De elementen in een rollend lager hebben een klein contactvlak (punt of lijn), waardoor de druk bij belasting hoog is. Om deze druk te weerstaan moet het materiaal van de rollichamen en van de loopringen zeer hard zijn, beperkte hardheid zou namelijk onvermijdelijk tot pitting leiden.

## Rolweerstand
In een onbelast rollend lager treedt (bij de meeste lagerconstructies) zuiver rollen op, dat wil zeggen zonder dat er slip optreedt. Bij belasting worden de rollichamen en de loopringen op elkaar gedrukt, waardoor het punt- of lijncontact verandert in een vlakcontact. Als het lager dan met enige snelheid gaat draaien ontstaan verschillende soorten verliezen zodat een koppel nodig is om de snelheid te behouden.
Bij het rollen onder belasting ontstaat een zogenaamd asymmetrisch drukprofiel doordat het lagermateriaal vertraagd ingedrukt wordt en achter de rollichamen vertraagd terugveert. Het hierdoor optredende hystereseverlies is een belangrijke component van het rolweerstandskoppel. Een andere component is de wrijving die ontstaat op het contactvlak tussen de rollichamen en de loopringen. Bij bepaalde lagerconstructies, zoals bij een naaldtaatslager, treedt bovendien slip en dus wrijving op doordat aan de buitenomtrek de baansnelheid hoger is dan aan de binnenomtrek terwijl langs de naald de omloopsnelheid constant is.

## Slijtage
Bij normale belasting van een lager treedt geen plastische vervorming op, maar wel veelvuldig wisselende elastische vervorming van zowel de rollichamen als de loopringen. Dit kan uiteindelijk tot vermoeiing leiden met scheurvorming en het losraken van stukjes uit het loopvlak. Het lager zal dan moeten worden vervangen.
Wanneer slip optreedt zal slijtage ontstaan zodat het loopvlak en de rollichamen verruwen. Deze vorm van slijtage kan worden verminderd door toepassing van vetsmering.

## Smering
Het toepassen van smering kan bij rollende lagers nodig zijn om de levensduur te verlengen, en wel als een of meer van de volgende omstandigheden van toepassing zijn:
1. bij lagers die niet zuiver rollen, zoals axiale cilinderlagers;
2. bij lagertypen met spoorkransen;
3. bij toepassing van een kooi, waar immers steeds glijdende wrijving optreedt;
4. als vocht kan binnendringen, waardoor corrosie zou ontstaan.

Waar het smeermiddel gaat meelopen, treedt onvermijdelijk inwendige wrijving op. Deze wrijving is evenredig met de snelheidsgradiënt en de viscositeit van het smeermiddel. Lagers worden daarom hooguit voor een derde gevuld, en bij snel lopende lagers wordt in plaats van vet olie toegepast om de wrijving te beperken en oververhitting te voorkomen.